# Bitva u Čáslavi
Bitva u Čáslavi či též Střetnutí u Čáslavi byla menším válečným střetem mezi císařskými oddíly armády generála Karla Bonaventury Buquoye a armádou českých stavů pod velením Jindřicha Matyáše Thurna během českého stavovského povstání na samém počátku třicetileté války. Odehrála se ve dnech 14. až 16. září 1618 jižně od města Čáslav v místech mezi vesnicemi Horky, Potěhy a Bratčice ve středních Čechách. Vojsko českých stavů se zde postavilo proti postupu císařské armády, po třech dnech dílčích bojů se pak Buqoyovy síly ustoupily nazpět do jižních Čech, čímž byl zmařen jejich záměr rychlého obsazení Prahy. 
Jelikož došlo pouze k dílčím srážkám vojsk, nejednalo se z hlediska vojenské teorie o bitvu v pravém slova smyslu. Střet byl nicméně první, byť nepřímou, konfrontací vojsk českých stavů a císaře a během tří dnů trvání si vyžádal více než 1500 obětí na obou stranách.

## Před bitvou

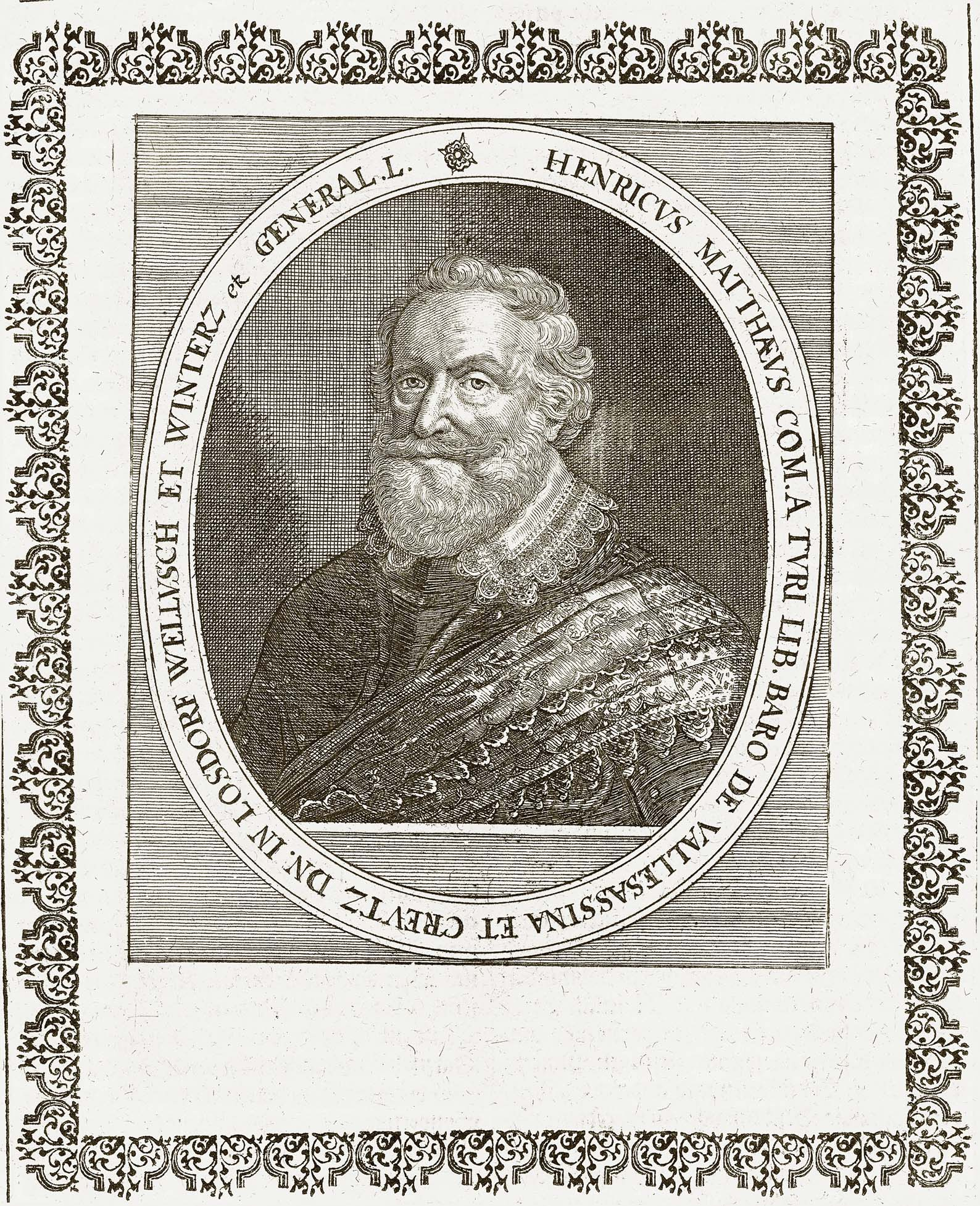
Jindřich Matyáš Thurn, vůdce českého stavovského vojska

Po přijetí Ferdinanda II. za českého krále se vyhrotily spory s českými stavy. Vše vyvrcholilo 23. května 1618, kdy došlo k třetí pražské defenestraci místodržících, čímž vypuklo české stavovské povstání. Stavové si zvolili vládu 30 direktorů a generálem armády se stal hrabě Jindřich Matyáš Thurn. K povstání se přidala pražská a další česká města, žádost o pomoc vyslaná do dalších zemí Koruny české i do zahraničí byla jen málo vyslyšena. Moravský zemský sněm však povstání podpořit odmítl a Karel starší ze Žerotína prosazoval neutralitu a nezávislost Moravy. Pomoc poskytlo pouze Savojsko, které vyslalo dva tisíce žoldnéřů pod vedením Arnošta z Mansfeldu, a Slezsko. Navíc povstání ani nemělo podporu všech, mnozí stavové se spíše přikláněli ke smírnému řešení konfliktu. Přesto Thurn se stavovským vojskem vytáhl k císaři loajálním Českým Budějovicím, kde však dosáhl jen střídavých úspěchů, s ambicí zahájit tažení na Vídeň.
Poté, co zprávy o vypuknutí povstání, král Matyáš začal svolávat armádu, která měla v Čechách zakročit, s primárním cílem obsazení Prahy. Španělští Habsburkové mu pak vyslali na pomoc vojsko vedené generálem Buquoyem. Již začátkem srpna 1618 překročily vojenské sbory vedené hrabětem Jindřichem Duvalem Dampierrem českou hranici a provedly pak neúspěšné obléhání Jindřichova Hradce. Posléze vojsko obsadilo Pelhřimov a připravovalo se k tažení na Prahu. Mezitím Mansfeld plenil v Čechách katolické statky a dobyl Plzeň. 6. září se jeho jednotky u Německého Brodu spojily s armádou generála Buqoye, který byl jmenován vrchním velitelem tažení (k Dampierrově nelibosti), a pokračoval s vojskem o síle asi 12 000 mužů v postupu směrem k hlavnímu městu království. Thurn po zprávách o Buqoyově postupu vytáhl se stavovským vojskem císařským vstříc, až se jeho muži dostali v polovině září do blízkosti jejich nepřítele jižně od středočeské Čáslavi.

## Průběh střetnutí
Desetitisícové stavovské vojsko v čele s Thurnem zaujalo pozice jižně od Čáslavi v lokalitě Horeckých výšin. Buqouyovy síly místa dosáhly patrně 14. září 1618 a zaujaly pozice poblíž obce Bratčice, posléze pak na výšině u obce Horky. Po tři dny pak docházelo k menším střetům mezi oběma armádami v podobě šarvátek a vzájemného odstřelování.
Ačkoliv bylo stavovské vojsko v menším počtu, dokázalo lépe využít znalosti zdejšího terénu, hrabě Thurn zde dokonce prožil své mládí. Mohlo navíc spoléhat na podporu blížících se posil vedených hrabětem Františkem Hohenlohe. Císařské vojsko pak zaujímalo defenzívní taktiku, v nevýhodném terénu se chtělo vyhnout přímému střetu a bylo bez možnosti posil. Po třetím dni střetů, kdy začaly narůstat jeho ztráty rozhodl Buquoy o ústupu ve směru, kterým vojsko přitáhlo, tedy k Německému Brodu. 23. září pak vyčerpané a úplavicí stižené vojsko rozbilo ležení u Pelhřimova. Stavovské vojsko je pak po jistý čas pronásledovalo.
Dobové zdroje uvádějí ztráty na 1300 mužů na straně císařského vojska a asi 500 padlých vojáků stavovské armády. Během bitvy bylo vypáleno několik vesnic a městeček v okolí, stejně jako při ústupu císařských na jih Čech. Dílčí škody utrpěla také Čáslav. 

## Hodnocení bitvy
Existuje polemika, zda střetnutí u Čáslavi bylo bitvou v pravém slova smyslu. Nedošlo totiž k přímému střetu obou armád a celá akce byla více než z bojové akce složena z manévrů a přesunů obou vojsk ve snaze zaujmout lepší strategickou pozici k obraně či útoku. Po ústupu císařské armády na jih je však možné konstatovat, že střet přinesl pro stavovské povstalce kýžený výsledek: odvrácení postupu katolických sil ku Praze. 
9. listopadu 1618 došlo pak k prvnímu přímému střetu mezi Thurnem a Buquoyem v bitvě u Lomnice, ze kterého vyšel vítězně Thurn, Buquoy však zdaleka nebyl poražen definitivně. Stavovské vojsko se navíc potýkalo s nedostatkem peněz, zatímco členové direktoria se horlivě obohacovali ze zabaveného pokladu Rudolfa II. Stavové přesto uspěli jak v bitvě u Lomnice, tak při obléhání Plzně, poraženi byli až v bitvě u Záblatí 10. června 1619. Dalším stavovským vojevůdcem se následně stal kníže Kristián I. z Anhaltu. 
V odpověď na probíhající povstání zahájily spojené císařsko-ligistické armády v září 1620 tažení do Čech, jehož výsledkem bylo potlačení rebelie po porážce v bitvě na Bílé hoře 8. listopadu 1620.
U nedaleko míst střetů byl roku 2018 v Bratčicích rovněž vztyčen kamenný památník.